# 1. Klasse Erfurt-Thüringen 1940/41
De 1. Klasse Erfurt-Thüringen 1940/41 was het achtste voetbalkampioenschap van de 1. Klasse Erfurt-Thüringen, het tweede niveau onder de Gauliga Mitte en een van de drie reeksen die de tweede klasse vormden. Tot vorig jaar heette de competitie Bezirksklasse Thüringen.
Het is niet bekend of er nog een wedstrijd plaats vonde om de  titel tussen SC Erfurt 95 en SV 08 Steinach, wel dat Erfurt aan de promotie-eindronde deelname, waar de club derde eindigde achter Hallescher FC Wacker en Dessauer SV 98, echter besliste de bond na de eindronde dat het aantal teams in de Gauliga uitgebreid werd waardoor de club alsnog promoveerde.
VfL 07 Neustadt en TSV Wildenheid speelden voorheen in de tweede klasse van de Gauliga Bayern. 

## Eindstand

### Groep A
| Plaats | Club                   | Wed. | Saldo | Ptn.  |
| ------ | ---------------------- | ---- | ----- | ----- |
| 1.     | SC Erfurt 1895         | 14   | 35:14 | 22:6  |
| 2.     | 1. Suhler SV 06        | 14   | 39:21 | 21:7  |
| 3.     | SpVgg 02 Erfurt        | 14   | 29:15 | 15:13 |
| 4.     | VfL 06 Saalfeld        | 14   | 29:28 | 14:14 |
| 5.     | SV 1899 Mühlhausen     | 14   | 24:27 | 13:15 |
| 6.     | SpVgg Suhl-Heinrichs   | 14   | 22:31 | 10:18 |
| 7.     | FV Germania 07 Ilmenau | 14   | 18:41 | 09:19 |
| 8.     | VfB Sömmerda 1911      | 14   | 18:37 | 08:20 |

|  | Deelname promotie-eindronde                                 |
|  | Trok zich na dit seizoen vrijwillig uit de competitie terug |
|  | Degradatie                                                  |

### Groep B
| Plaats | Club                             | Wed. | Saldo    | Ptn.  |
| ------ | -------------------------------- | ---- | -------- | ----- |
| 1.     | SV 08 Steinach                   | 14   | 65:19:00 | 23:5  |
| 2.     | 1. FC Sonneberg 04               | 14   | 43:29:00 | 17:11 |
| 3.     | 1. FC 07 Lauscha                 | 13   | 44:44:00 | 17:9  |
| 4.     | VfL 07 Neustadt                  | 14   | 48:33:00 | 15:13 |
| 5.     | SC 06 Oberlind                   | 14   | 44:40:00 | 15:13 |
| 6.     | SpVgg Neuhaus-Igelshieb          | 13   | 25:34:00 | 12:14 |
| 7.     | TSV Wildenheid                   | 14   | 22:52    | 09:19 |
| 8.     | SG Siemens Neuhaus-Schierschnitz | 14   | 19:59    | 02:26 |

## Promotie-eindronde
Het is niet bekend of er een eindronde plaatsgevonden heeft. Hieronder de kampioenen van de 2. Klasse, vetgedrukt de clubs die promoveerden. 
- [1] – 2. Klasse Wartburg: SpVgg Tiefenort
- [2] – 2. Klasse Henneberg: SpVgg Zella-Mehlis 06
- [3] – 2. Klasse Erfurt: VfB 04 Erfurt
- [4] – 2. Klasse Südthüringen: SV Heinersdorf
- [5] – 2. Klasse Weimar: LSV Nohra/Weimar
- [6] – 2. Klasse Osterland: FC Wacker 1910 Gera (Groep A)   /   FSV Rositz (Groep B)